# Biagio Costantini
Biagio Costantini est un peintre néoclassique italien du XVIIIe siècle actif à Bologne.

## Biographie
Né à Bologne et actif seulement dans sa région, Biagio Costantini est un peintre de décors et scénographe. Il s'occupe de plusieurs théâtres bolognais et était actif aux alentours de 1738. Il peint notamment les décors du Théâtre de la Fiera de Bologne, duquel le graveur Giovanni Fabbri a effectué des esquisses. Il peint aussi l'intérieur d'un théâtre qui était auparavant sur la via Cuscini à Medicina et qui aujourd'hui démoli. Il travaille aussi sur la grande chapelle de la Basilique San Petronio de Bologne.